# 1976 en combiné nordique
| Années du combiné nordique : 1973 - 1974 - 1975 - 1976 - 1977 - 1978 - 1979    |
| Décennies du combiné nordique : 1940 - 1950 - 1960 - 1970 - 1980 - 1990 - 2000 |

Cette page reprend les résultats de combiné nordique de l'année 1976.

## Festival de ski d'Holmenkollen
L'épreuve de combiné de l'édition 1976 du festival de ski d'Holmenkollen fut remportée par le vainqueur sortant, l'Allemand de l'Est Ulrich Wehling. Il s'impose devant le Finlandais Erkki Kilpinen. Le Norvégien Tom Sandberg est troisième.

## Jeux du ski de Lahti
L'épreuve de combiné des Jeux du ski de Lahti 1976 fut remportée par un coureur finlandais, Rauno Miettinen.
Il devance le Norvégien Tom Sandberg et le Finlandais Erkki Kilpinen. Ce podium est le même que celui des Jeux du ski de Suède de la même année.

## Jeux du ski de Suède
L'épreuve de combiné des Jeux du ski de Suède 1976 fut remportée par un coureur finlandais, Rauno Miettinen.
Il devance le Norvégien Tom Sandberg et le Finlandais Erkki Kilpinen. Ce podium est le même que celui des Jeux du ski de Lahti de la même année.

## Jeux olympiques
Les Jeux olympiques d'hiver eurent lieu à Innsbruck, en Autriche.
C'est le coureur est-allemand Ulrich Wehling qui a remporté l'épreuve de combiné. Il devance l'Allemand de l'Ouest Urban Hettich et l'Allemand de l'Est Konrad Winkler.

## Coupe de la Forêt-noire
La coupe de la Forêt-noire 1976, qui se déroulait en Allemagne de l'Ouest, fut remportée pour la première fois par un Allemand de l'Est, Ulrich Wehling.

## Championnat du monde juniors
Le Championnat du monde juniors 1976 a eu lieu à Liberec, en Tchécoslovaquie.
Le coureur est-allemand Gunter Schmieder a remporté l'épreuve devant le Tchécoslovaque Vladimir Vedral et le Polonais Andrzej Zarycki.

## Championnats nationaux

### Championnats d'Allemagne
Les résultats du Championnat d'Allemagne de l'Ouest de combiné nordique 1976 manquent.
À l'Est, l'épreuve du championnat d'Allemagne de combiné nordique 1976 fut remportée par le champion sortant, Ulrich Wehling, devant Konrad Winkler, vice-champion sortant, et Günter Deckert.

### Championnat d'Estonie
Le Championnat d'Estonie 1976 s'est déroulé à Otepää.
Il fut remporté par Tiit Talvar, qui retrouvait un titre qu'il avait conquis en 1973 & 1974. Hasso Jüris est vice-champion. Tõnu Haljand, troisième, monte pour la dernière fois sur un podium qu'il avait foulé pour la première fois, victorieux, en 1965.

### Championnat des États-Unis
Le championnat des États-Unis 1976 s'est tenu à Brattleboro, dans le Vermont.
Il a été remporté par Jim Galanes.

### Championnat de Finlande
Les résultats du championnat de Finlande 1976 sont incomplets. Le vainqueur fut Erkki Kilpinen.

### Championnat de France
Les résultats du championnat de France 1976 manquent.

### Championnat d'Islande
Le championnat d'Islande 1976 fut remporté par Björn Þór Ólafsson, dont c'est le sixième titre.

### Championnat d'Italie
Francesco Giacomelli, champion sortant, s'impose à nouveau lors du championnat d'Italie 1976. Il devance Ezio Damolin, dont c'est la dernière apparition sur le podium du Championnat, bien logntemps après la première, qui remonte à 1964.

### Championnat de Norvège
Le vainqueur du championnat de Norvège 1976 fut le champion en titre, Tom Sandberg. Il s'impose devant Stein Gullikstad et Odd Arne Engh.

### Championnat de Pologne
Le champion de Pologne 1976 est le champion sortant, Stanisław Kawulok, du club ROW Rybnik.

### Championnat de Suède
Le championnat de Suède 1976 a distingué Torbjörn Lundqvist, du club Umeå-Holmsund SK. Le itre des clubs n'a pas été décerné.

### Championnat de Suisse
Les résultats du Championnat de Suisse manquent.